# Aeroportul Brookings
Aeroportul Brookings (IATA: BOK, ICAO: KBOK, FAA LID: BOK) este un aeroport din Oregon, Statele Unite ale Americii ce deservește zona Brookings⁠(d). Aeroportul a fost tranzitat în 2019 de 14 pasageri. A fost numit după zona deservită.
Situat la o altitudine de 141 m, aeroportul dispune de 1 pistă.

## Infrastructură

### Piste
Aeroportul dispune de o singură pistă. Pista 12/30 are suprafața de asfalt și dimensiunile 2.900 picioare × 60 picioare. 